# دیو هاردمن
دیو هاردمن (انگلیسی: Dave Hardman؛ زاده ۱۳ سپتامبر ۱۹۶۰) یک بازیگر پورنوگرافی است.